# Hed Olof Olsson

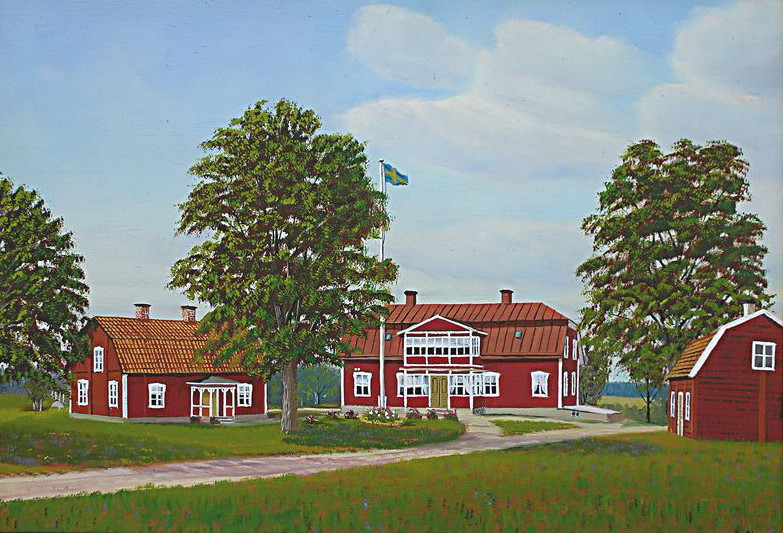
Hed Olof Olsson: Rangsta gård i Sorunda socken på Södertörn, 1910-tal.

Hed Olov Olsson, HedOlle, född 11 augusti 1855 på gården Hedbacken i Vikarbyn, Rättviks socken, död 20 oktober 1940 i Katarina församling, Stockholm
, var en svensk gåramålare.
Hed Olof Olsson signerade sina tavlor med O. Olsson. Fram till 1917 vandrade han omkring i Dalarna och närliggande landskap. Senare var han verksam längre söderut, bland annat i Sörmland (på Södertörn 1917–1920, senare på fastlandet), Östergötland (1921–1927) och Västergötland (1927–1930). I dessa landskap har man genom inventeringar funnit ett stort antal målningar av hans hand. De flesta är gårdsporträtt men även rena naturmotiv förekommer. Hans sista kända målning tillkom i Västergötland 1930. 
Ett flertal östgötska gåramålningar av Hed Olof Olsson och andra gåramålare har dokumenterats av Östergötlands Arkivförbund som har en databas med gåramålningar.